# Crescent Island
Pour les articles homonymes, voir Crescent Island (homonymie).
Crescent Island (« Île Croissant », en espagnol : Isla Media Luna) est une petite île en forme de croissant située dans la baie des îles, sur la côte nord de la Géorgie du Sud, en Géorgie du Sud-et-les îles Sandwich du Sud. 
L'île est cartographiée en 1912-1913 par le naturaliste américain Robert Cushman Murphy.